# Pantaleon Rosmann

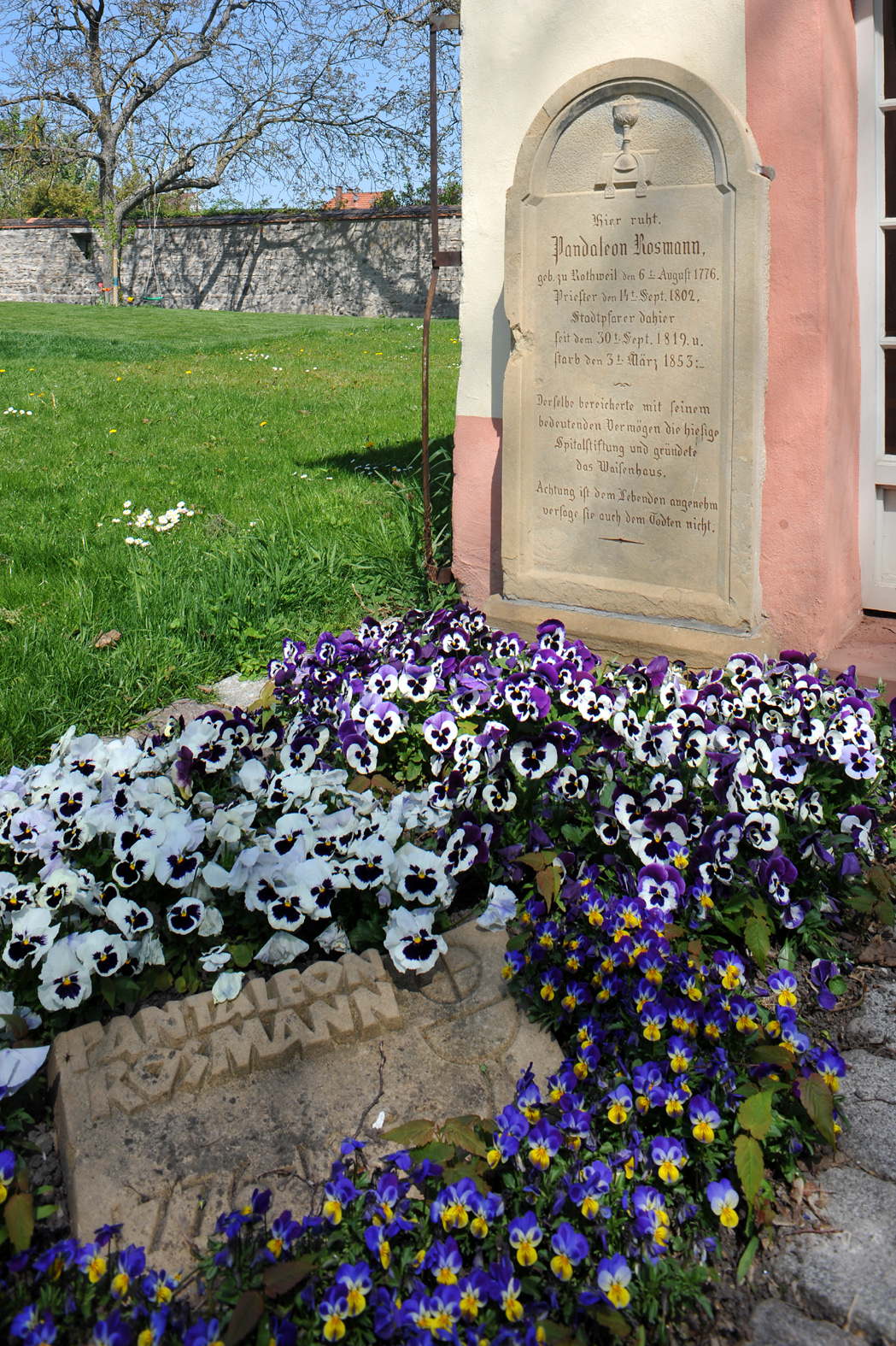
Rosmanns Grab auf dem alten Breisacher Friedhof

Pantaleon Rosmann (* 6. August 1776 in Oberrotweil; † 3. März 1853 in Breisach am Rhein) war ein deutscher römisch-katholischer Priester.

## Leben
Pantaleon Rosmann wurde in Rotweil geboren, ebenso wie sein langjähriger Freund und Wegbegleiter Faustin Ens (1782–1858). Die beiden besuchten das Gymnasium in Breisach und studierten an der Universität Freiburg. Als beide als Vorderösterreicher in den Koalitionskriegen gegen die Franzosen kämpften, trennten sich ihre Wege: Ens wurde 1799 verhaftet und einige Zeit in den Kasematten von Breisach gefangen gehalten. Rosmann hingegen wurde Offizier der Artillerie und war an der Einnahme Breisachs am 12. Oktober 1796 beteiligt. Laut Weiß soll er sogar die französische Fahne erobert haben.
Er empfing am 14. September 1802 in Meersburg die Priesterweihe und arbeitete danach als Vikar in Waldkirch bei Waldshut sowie als Kaplan in Waldshut, Hilfspriester in Oberrimsingen und Pfarrverweser in Gündlingen. 1806 trat er seinen Dienst in Breisach an, zuerst als Vikar, dann als Pfarrverweser und schließlich, ab 1819, als Stadtpfarrer und Schuldekan. Von 1834 bis 1842 baute er das Spital am Marktplatz, das während des Krieges zerstört worden war, aus vorwiegend eigenen Mitteln aus.
1844 klärte er, dass es sich bei dem mumifizierten Kopf, der seit 1796 im Bibliothèque municipale de Colmar aufbewahrt wird, nicht um den des Landvogtes Peter von Hagenbach handelt. Im Jahr 1851 veröffentlichten Rosmann und Ens, der inzwischen Professor in Troppau geworden war, ihre Geschichte der Stadt Breisach. Die Inhalte und das Kapital für das Projekt stammten größtenteils von Rosmann, während Ens das Werk in Form brachte.
Pantaleon Rosmann starb am 3. März 1853. In der Spitalkirche von Breisach befindet sich ein Epitaph für ihn, das vom Freiburger Bildhauer Josef Alois Knittel gefertigt wurde. Auf dem Alten Breisacher Friedhof an der Josefskirche befindet sich zudem noch sein Grabstein.
Rosmann war Träger des Ritterkreuzes des Ordens vom Zähringer Löwen. (1835) und Ehrenbürger Breisachs. Dort wurde 1958 zudem ein Krankenhaus nach ihm benannt.

## Stiftungen
Angaben in Gulden:

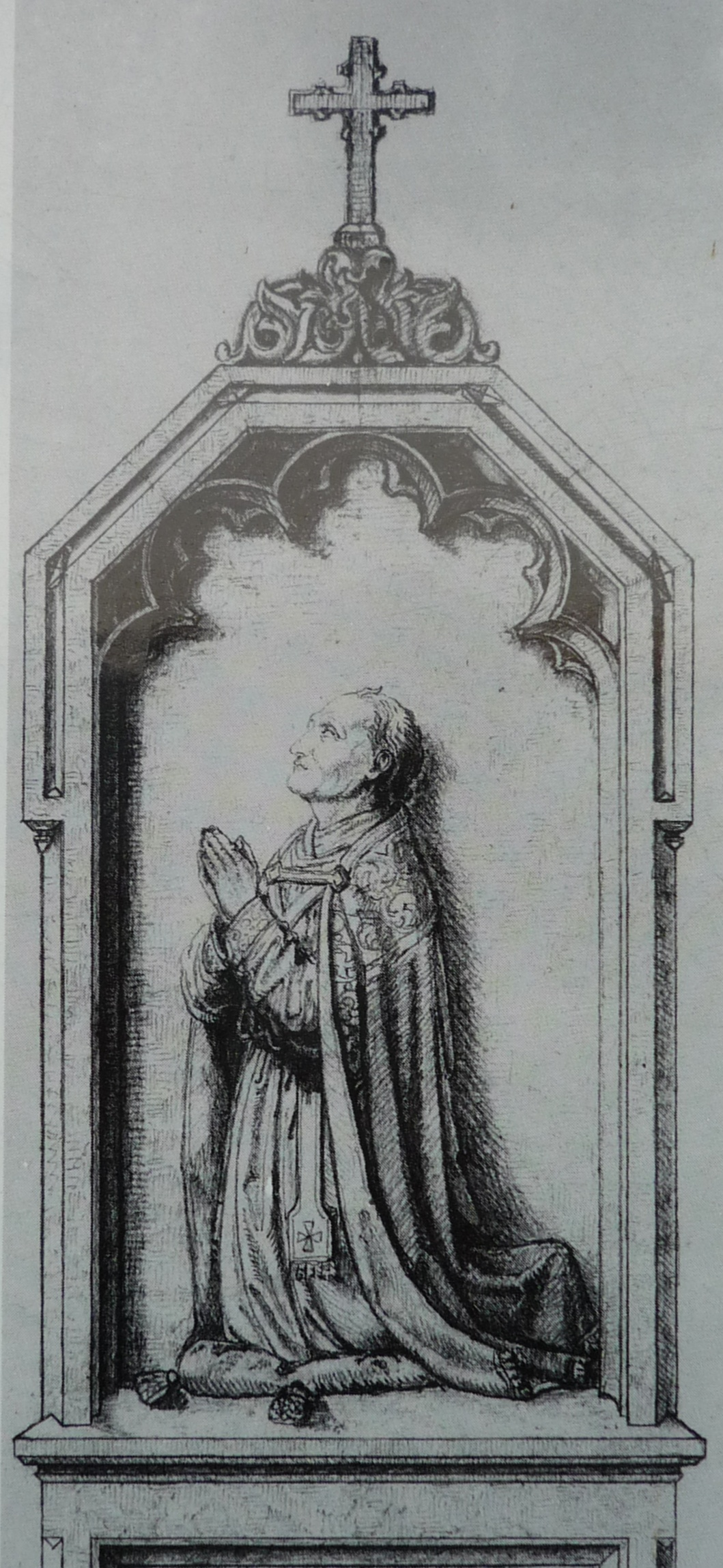
Epitaph auf der Infotafel vor der ehemaligen Spitalkirche (1856)

- Für theologische Preisfragen an der Universität Freiburg (2000)
- Spital zu Breisach (80.000)
- Breisacher Armenfonds (2000)
- Breisacher Münsterkirchenfonds (3000)
- Gründung eines Kirchen- und Baufonds für die Kirche in Niederrotweil (1000)
- Anniversar in die Pantaleonskapelle in Niederrotweil (300, Verbindlichkeit in der Kirche jährlich eine Messe für Rosmanns Seelenheil zu feiern)[6]
- Anniversar in den Kirchenfonds zu Oberrotweil
- Blindeninstitut in Freiburg (2000)
- Wohnhaus für den Präbendenfond in Breisach

## Werke
- zusammen mit Faustin Ens: Geschichte der Stadt Breisach. Friedrich Wagner’sche Buchhandlung, Freiburg im Breisgau 1851 (Digitalisat)